# Bataille de Yangcheng
guerres de la fin de la dynastie Han
la bataille de Yangcheng (chinois simplifié : 阳城之战 ; chinois traditionnel : 陽城之戰 ; pinyin : Yángchéng Zhī Zhàn) a lieu en 191, à la fin de la Dynastie Han, et oppose les seigneurs de guerre Yuan Shao et Yuan Shu, à la suite de l'échec de la campagne contre Dong Zhuo. Sun Jian, un des généraux de Yuan Shu, se retrouve impliqué dans ce conflit entre anciens alliés, alors qu'il retourne au campement après avoir chassé les troupes de Dong Zhuo des ruines de Luoyang, l'ancienne capitale. Dans un premier temps, ce sont les forces de Yuan Shao, dirigées par Zhou Yu, qui ont le dessus, mais Sun Jian réussit à vaincre ses ennemis lors d'une contre-attaque.

## Situation avant la bataille
En 190, des seigneurs de guerre régionaux et des représentants de toute la Chine forment une coalition contre le Chancelier Dong Zhuo, qui contrôle la Cour Impériale et a fait de l’empereur Han Xiandi son otage. C'est Yuan Shao, un noble ayant fait partie de la Cour Impériale, qui est élu chef de l’alliance. Pour participer à cette campagne contre Dong Zhuo, Sun Jian conduit son armée vers le Nord pour rejoindre son seigneur Yuan Shu, qui fait partie de la coalition. Yuan Shu nomme Sun Jian Général Intérimaire qui Écrase les Lâches (破虜將軍) et Inspecteur de la Province de Yu (豫州刺史), puis l'envoi attaquer Dong Zhuo, qui tient Luoyang, la capitale des Han. Sun Jian défait les troupes de Dong Zhuo, qui réagit en incendiant Luoyang après avoir forcé les habitants de la ville et la Cour Impériale à partir pour Chang'an, qui devient la nouvelle capitale. La prise des ruines de Luoyang par Sun Jian n'apporte aucun avantage militaire à l'alliance; car comme personne ne veut faire les efforts nécessaires pour conserver cette ville complètement ravagée, la position est intenable d'un point de vue militaire. De plus, les dissensions entre alliés s'accumulent au point que la coalition est sur le point de disparaitre. Voyant qu'il n'a rien à gagner à rester sur place, Sun Jian abandonne Luoyang et repart vers le sud.
Lorsque Yuan Shao a été élu chef de la coalition, il en a tiré un grand prestige, ce qui exaspère profondément son cousin Yuan Shu. Ce dernier en vient à insulter Shao en le traitant d'« esclave de la famille » et en lui jetant au visage qu'il n'est « pas un vrai fils du clan Yuan ». Après un tel traitement, Yuan Shao est furieux contre son cousin et en 191, il nomme Zhou Yu Inspecteur de la Province de Yu, un titre qui revient normalement à Sun Jian, avant de l'envoyer attaquer le fief des Sun dans la Province de Yu, tandis que Jian est absent.
Zhou Yu décide d’attaquer Yangcheng, une ville de la Commanderie de Yingchuan (潁川) située au sud-est de l’actuelle ville de Dengfeng, Henan. À l’origine, Sun Jian avait créé un avant-poste à cet endroit pendant sa marche vers le Nord pour rejoindre la coalition. Après la prise de Luoyang, Sun avait maintenu cet avant-poste pour bloquer une éventuelle attaque de Dong Zhuo venant de l’Ouest. Bien que la ville de Yangcheng fasse partie de la Province de Yu, et donc des territoires gouvernés par Sun Jian, elle relève aussi de la sphère d’influence de Yuan Shao dans la Province de Ji (冀州), ce qui en fait une cible privilégiée pour l'attaque de Zhou Yu.

## La bataille
Comme les défenseurs de Yangcheng ne s'attendaient pas à être attaqués par un général qui est supposé être leur allié, Zhou Yu prend facilement l'avant-poste. Lorsque Sun Jian est mis au courant de l’attaque, il soupire et lance un commentaire désabusé :

« Ensemble nous avons rallié des troupes au nom de la justice, dans le but de sauver la nation. Les rebelles et les bandits sont sur le point d'être détruit et pourtant il y a des personnes pour agir de cette manière. Avec qui puis-je agir de concert ? »

Gongsun Zan, un seigneur de guerre du Nord, se range aux côtés de Yuan Shu et lui envoie 1 000 cavaliers, dirigés par son cousin Gongsun Yue. Yue et ses cavaliers devaient aider Sun Jian dans la bataille pour reprendre Yangcheng, mais il est tué par une flèche durant les escarmouches initiales. Malgré ses revers, Sun Jian réussit à rassembler et réorganiser ses troupes, avant de battre Zhou Yu à plusieurs reprises, durant différentes actions. De son côté, Yuan Shu dirige une attaque vers le sud-est contre Zhou Ang, le frère de Zhou yu, qui est en poste à Jiujiang. Lorsqu'il est mis au courant de cette attaque, Zhou Yu abandonne Yangcheng pour aller aider de son frère, mais il est à nouveau vaincu et Ang meurt lors des combats. Zhou Yu renonce à combattre et retourne dans sa ville natale de Kuaiji, qui est située à proximité de l'actuelle ville de Shaoxing, dans la province du Zhejiang.

## Conséquences
Les premiers combats entre Yuan Shao et Yuan Shu s'achèvent par la victoire de ce dernier : il a vaincu les forces de Yuan Shao à Yangcheng et Jiujiang, rendu l'avant-poste de Yingchuan à Sun Jian et éliminé une bonne fois pour toutes la menace que représentait Zhou Yu. Cependant, malgré ces réussites, Jiujiang n’est pas encore conquise. Pour Yuan Shao, en revanche, la situation est extrêmement difficile : outre son échec dans le sud, il est également sous la menace de Gongsun Zan, qui fait de Shao le responsable de la mort de Gongsun Yue et lui déclare la guerre, ce en dépit de toutes les protestations de bonne volonté de Yuan Shao. Cela conduit à l’affrontement entre Yuan Shao et Gongsun Zan lors de la bataille de Jieqiao.
La bataille de Yangcheng, en plus d'être le premier conflit entre les deux Yuan, marque le début d’une nouvelle étape dans la multiplication des conflits qui vont mettre fin à la dynastie Han. Elle confirme également l'éclatement de l’alliance des seigneurs de guerre contre Dong Zhuo, car ces derniers commencent à s'affronter pour la domination des plaines du nord de la Chine, puis pour le contrôle de toute la Chine.